# Fußballjahr 1981
1979 | 1980 | Fußballjahr 1981 | 1982 | 1983 | 1984 | 1985 | ►

Weitere Sportereignisse

## International

### Nationalmannschaften
CONCACAF-Nations-Cup 1981: Sieger  Honduras

### Vereine
- Europapokal der Landesmeister 1980/81:  FC Liverpool, Finale 1:0 gegen Real Madrid
- Europapokal der Pokalsieger 1980/81:  Dinamo Tiflis, 2:1 gegen FC Carl Zeiss Jena
- UEFA-Pokal 1980/81:  Ipswich Town, Finalspiele 3:0 und 2:4 gegen AZ Alkmaar

- Copa Libertadores 1981:  Flamengo Rio de Janeiro, Finalspiele 2:1, 0:1 und 2:0 gegen CD Cobreloa

### Fußballer des Jahres
- Ballon d’Or 1981:  Karl-Heinz Rummenigge
- Südamerikas Fußballer des Jahres:  Zico
- Afrikas Fußballer des Jahres:  Lakhdar Belloumi

## National

### Belgien
- Belgische Meisterschaft: Meister SC Anderlechtois

### Brasilien
- Brasilianische Meisterschaft: Meister Grêmio Porto Alegre

### England
- Englische Meisterschaft: Meister Aston Villa
- FA Cup 1980/81: Sieger Tottenham Hotspur

### Jugoslawien
- Jugoslawische Meisterschaft: Meister Roter Stern Belgrad

### Liechtenstein
- Liechtensteiner Cup 1980/81: Cupsieger FC Balzers

### Niederlande
- Niederländische Meisterschaft: Meister AZ Alkmaar

### Österreich
- Österreichische Fußballmeisterschaft 1980/81: Meister FK Austria Wien
- Österreichischer Fußball-Cup 1980/81: Sieger Grazer AK

### Schottland
- Schottische Meisterschaft: Meister Celtic Glasgow

### Schweiz
- Schweizer Fussballmeisterschaft 1980/81: Meister FC Zürich

### Uruguay
- Uruguayische Fußballmeisterschaft: Meister Club Atlético Peñarol

## Frauenfußball
- Fußball-Asienmeisterschaft der Frauen 1981: Meister  Chinesisch Taipeh (Taiwan)